# Sanne Wevers

Sanne Wevers (Leeuwarden, 17 de setembro de 1991) é uma ginasta neerlandesa que compete em provas de ginástica artística.
Wevers obtém ótimos resultados em etapas de Copa do Mundo, só em 2009, conquistou três medalhas de ouro na trave, uma em Cottbus, Alemanha, uma em Glasgow, Reino Unido e outra em Moscou, Rússia. Seu aparelho de melhor desempenho é a trave de equilíbrio, no qual possui os seus melhores resultados.
Estilo e elegância são as marcas desta ginasta que é treinada pelo seu pai, Vincent Wevers, coordenador da equipe de ginástica holandesa e irmã gêmea de sua companheira de equipe Lieke Wevers. Sanne Wevers destacou-se na trave de equilíbrio nos Jogos Rio 2016 por realizar uma apresentação original e inovadora com elementos que dificilmente vemos as outras ginastas realizarem, como os duplos e triplos giros, os quais são feitos com muita leveza e perfeição por esta atleta. A prova disso foi a criação de um elemento no código de pontuação que leva o seu nome "Wevers", um duplo giro com a perna elevada frente a 90 graus, elemento ginástico com alto grau de dificuldade. Outro destaque desta atleta é a sequência combinada de giros que realiza, ligando três destes elementos, sendo o último um duplo giro em arabesque. A saída também é bastante original e realizada por pouquíssimas atletas, a saída em 'ponta-pé à lua' com pirueta, desenvolvida pela suíça Giulia Steingruber.
Esta apresentação arrancou aplausos dos expectadores da Arena Olímpica do Rio de Janeiro, sendo aplaudida de pé pela comissão técnica da Holanda, recebendo nota de 15,466, com uma dificuldade de 6,6 e execução de quase 9,0 pontos, desbancando as americanas Simone Biles e Laurie Hernandez, favoritas ao ouro.
A forma como os treinadores montaram a série de Wevers faz a sua nota subir muito, ainda que não tenha elementos acrobáticos com alto grau de dificuldade como os mortais com pirueta, comumente realizados pelas americanas.